# Eldorado Business Tower
Eldorado Business Tower är en 141 meter hög skyskrapa i São Paulo, Brasilien. Eldorado Business Tower byggdes 2005-2007 och är med 36 våningar. 

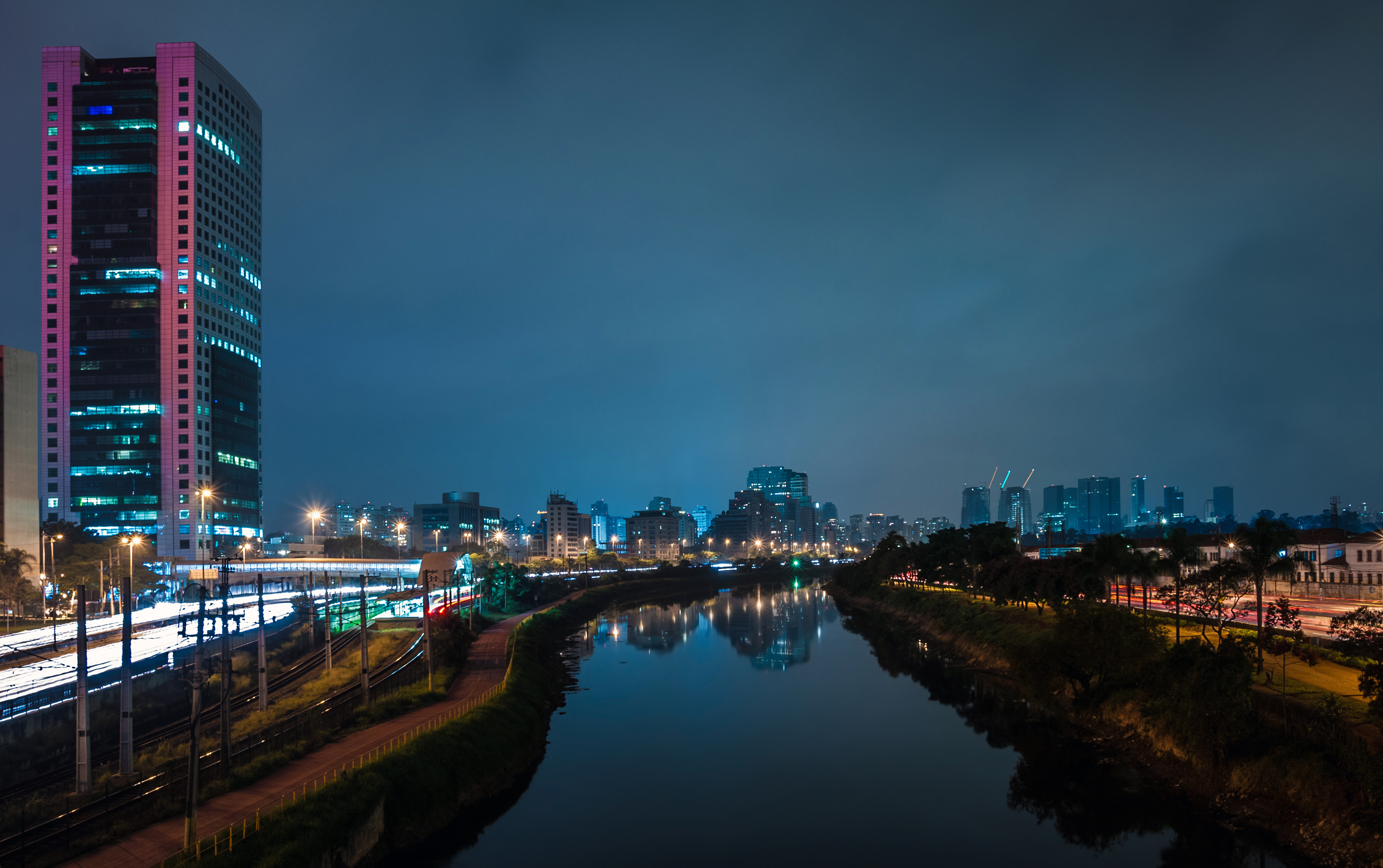
Vy över São Paulo, med Eldorado Business Tower till vänster